# فامیل جمال‌اف
فامیل جمال‌اف (ترکی آذربایجانی: Famil Camalov؛ زادهٔ ۸ آوریل ۱۹۹۸) بازیکن فوتبال است.
وی همچنین در تیم‌های ملی فوتبال زیر ۱۷ سال جمهوری آذربایجان و زیر ۱۹ سال جمهوری آذربایجان بازی کرده‌است.